# La Terreur des dames
La Terreur des dames è un film del 1956 diretto da Jean Boyer. La sceneggiatura di René Barjavel e Raymond Castans adatta per lo schermo il racconto Quel porco di Morin di Guy de Maupassant.

## Produzione
Il film, con il titolo di lavorazione Ce cochon de Morin, fu prodotto dalla Eminente Films e dalla Méditerrannée Cinéma Production.

## Distribuzione
Distribuito dalla Gaumont, il film uscì nelle sale francesi il 23 novembre 1956.